# Pfarrkirche Altenhof am Hausruck

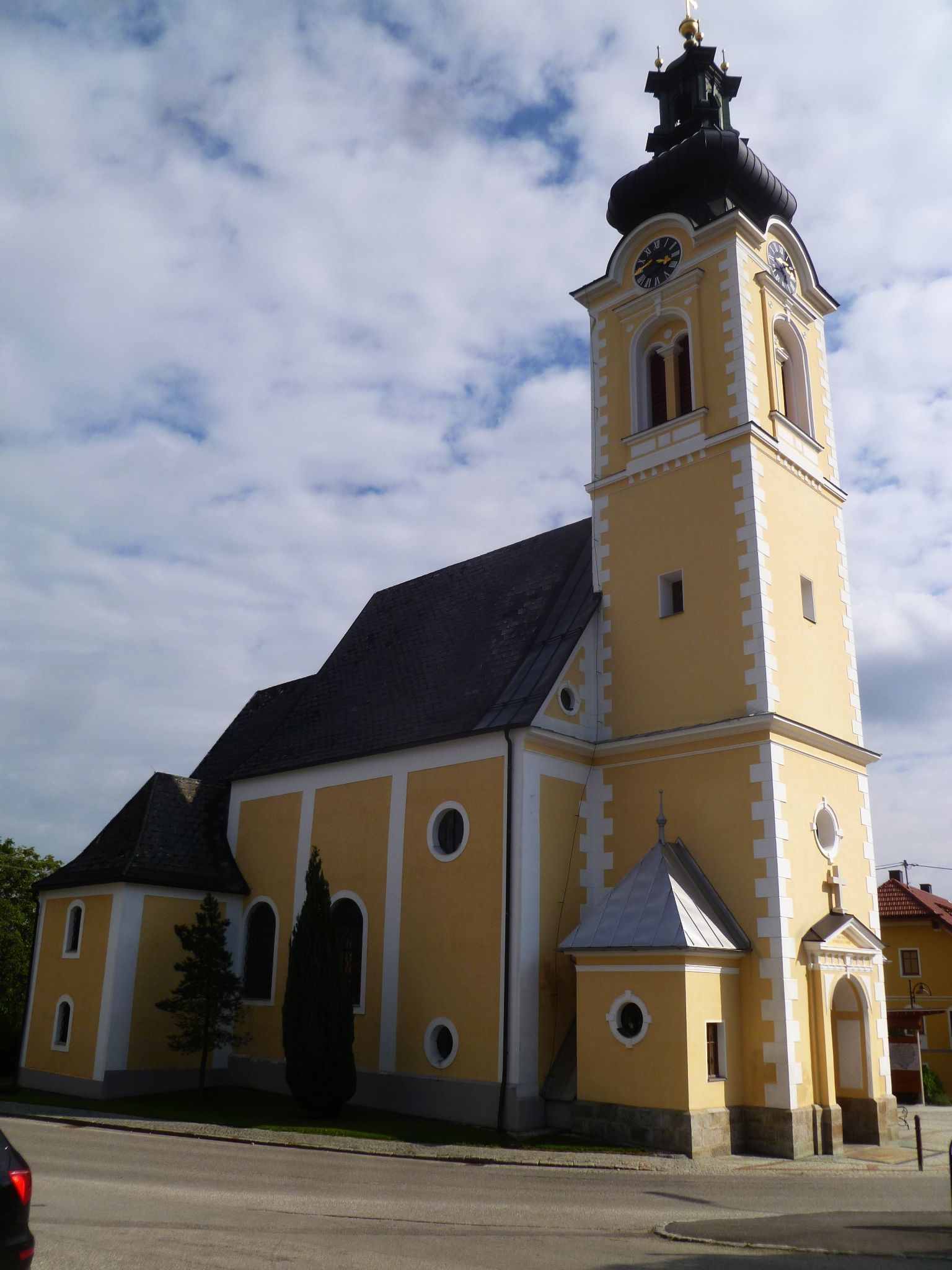
Kath. Pfarrkirche hl. Koloman in Altenhof am Hausruck

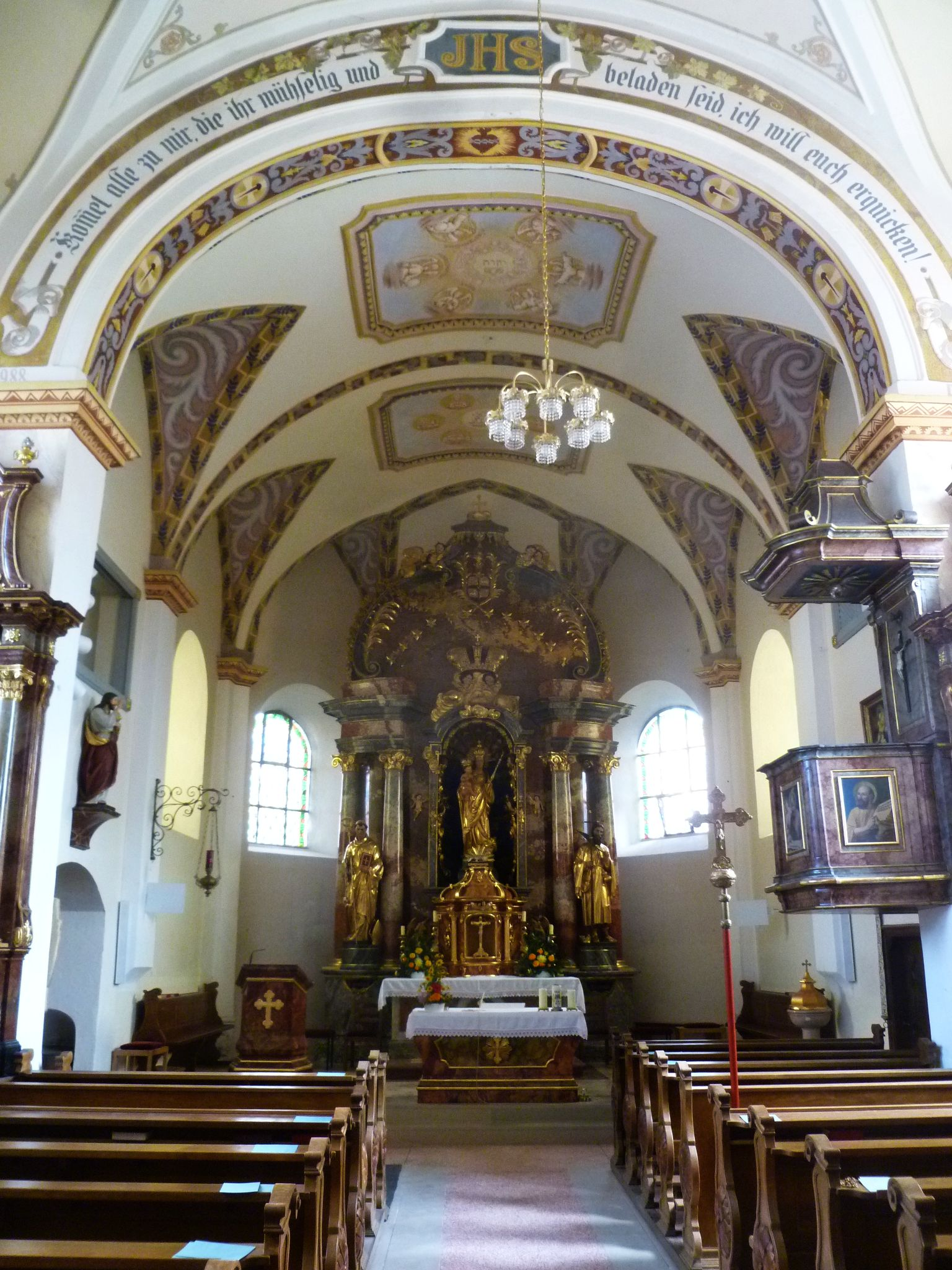
Im Langhaus zum Chor

Die römisch-katholische Pfarrkirche Altenhof am Hausruck steht im Ort Altenhof am Hausruck in der Marktgemeinde Gaspoltshofen im Bezirk Grieskirchen in Oberösterreich. Die auf den heiligen Koloman geweihte Kirche gehört zum Dekanat Gaspoltshofen in der Diözese Linz. Die Kirche steht unter Denkmalschutz.

## Geschichte
Nach einem Brand 1728 wurde die Kirche mit dem Pfarrer Sepp von Seppenburg aus Gaspoltshofen wieder aufgebaut.

## Architektur
An das einschiffige dreijochige Langhaus schließt ein eingezogener zweijochiger Chor mit einem Dreiachtelschluss an, beide sind stichkappentonnengewölbt. Der Turm wurde von 1894 bis 1896 erbaut und trägt eine welsche Haube.

## Ausstattung
Die Altäre und die Kanzel in barocken Formen entstanden wohl im Anfang des 19. Jahrhunderts. Der Hochaltar trägt eine fast lebensgroße Statue Maria mit Kind (um 1500).